# Guillem X d'Alvèrnia
Guillem X fou comte d'Alvèrnia, fill i successor vers 1194 de Robert IV, comte d'Alvèrnia, i de Mafalda de Borgonya. És mencionat en una crònica de 1199. Va morir sense descendència coneguda vers el 1199; es creu que va tenir un fill que fou senyor de Châtelloson, però el va premorir.
El va succeir el seu germà Guiu II d'Alvèrnia.